# Eocencnemus sugonjaevi
Eocencnemus sugonjaevi — викопний вид дрібних стебельчасточеревних комах з роду Encyrtus (родина Encyrtidae). Виявлений в еоценовому рівненському бурштині (Україна, 45 млн років).

## Опис
Характеризується архаїчною будовою мезосоми з апікальною позицією паратергітів, трьохзубчастими мандибулами.
Вид Eocencnemus sugonjaevi вперше описаний у 2002 році українським ентомологом Сергієм Анатолійовичем Сімутніком (Інститут зоології імені І. І. Шмальгаузена НАН України, Київ, Україна). Таксономічна позиція всередині підродини Tetracneminae залишається нез'ясованою. Третій викопний представник паразитичної родини Encyrtidae після раніше описаних видів Encyrtus clavicornis, Eocencyrtus zerovae. Назва виду E. sugonjaevi дана на честь російського гіменоптеролога, доктора біологічних наук Євгенія Семеновича Сугоняєва (Зоологічний інститут РАН, Санкт-Петербург).